# Landkreis Nürnberg
Der Landkreis Nürnberg gehörte zum bayerischen Regierungsbezirk Mittelfranken. Vor dem Beginn der bayerischen Gebietsreform am Anfang der 1970er Jahre umfasste der Landkreis 35 Gemeinden.

## Geographie

### Wichtige Orte
Die einwohnerstärksten Gemeinden waren Altdorf, Feucht, Burgthann, Stein und Schwarzenbruck.

### Nachbarkreise
Der Landkreis grenzte 1972 im Uhrzeigersinn im Nordwesten beginnend an die Landkreise Erlangen, Lauf an der Pegnitz, Hersbruck, Neumarkt in der Oberpfalz, Schwabach, an die kreisfreie Stadt Nürnberg und mit der exklav gelegenen Gemeinde Stein an den Landkreis Fürth.

## Geschichte

### Bezirksamt
Das Bezirksamt Nürnberg wurde im Jahr 1862 durch den Zusammenschluss der Landgerichte älterer Ordnung Altdorf und Nürnberg gebildet.
Am 1. Januar 1895 übernahm das Bezirksamt Nürnberg die Gemeinde Hagenhausen des Bezirksamtes Neumarkt in der Oberpfalz.
Die Gemeinde Sündersbühl wurde am 1. Januar 1898 in die Stadt Nürnberg eingegliedert. Am selben Tag trat das Bezirksamt Nürnberg die Gemeinden Breitenbrunn, Kucha und Offenhausen an das Bezirksamt Hersbruck ab.
Am 1. Januar 1899 kamen die Gemeinden Erlenstegen, Gibitzenhof, Gleißhammer, Großreuth bei Schweinau, Großreuth hinter der Veste, Höfen, Kleinreuth hinter der Veste, Mögeldorf, Schniegling, Schoppershof, Schweinau, Thon und Wetzendorf zur Stadt Nürnberg.
Am 1. Januar 1900 wurde die Gemeinde Eismannsberg aus dem Bezirksamt Neumarkt in der Oberpfalz ins Bezirksamt Nürnberg umgegliedert.
Am 1. August 1920 wurde die Gemeinde Ziegelstein nach Nürnberg eingemeindet. Am 1. November 1923 folgten die Gemeinden Almoshof, Lohe und Zerzabelshof.
Ein Teil der Gemeinde Deutenbach des Bezirksamts Schwabach wurde am 15. Juni 1922 in die Stadt Nürnberg eingegliedert. Der übrige Teil wechselte ins Bezirksamt Nürnberg und kam dort zur Gemeinde Stein bei Nürnberg.
Seit dem 1. April 1938 gehört die Gemeinde Laufamholz zur Stadt Nürnberg.

### Landkreis
Am 1. Januar 1939 wurde die reichseinheitliche Bezeichnung Landkreis eingeführt. So wurde aus dem Bezirksamt der Landkreis Nürnberg.
Am 1. Juli 1972 wurde der Landkreis Nürnberg im Zuge der Gebietsreform in Bayern aufgelöst.
Sein größter Teil wurde zusammen mit dem damaligen Landkreis Hersbruck dem Landkreis Lauf an der Pegnitz zugeschlagen. Die als Exklave im Westen der Stadt Nürnberg gelegene Gemeinde Stein kam zum Landkreis Fürth; die Gemeinden Fischbach (mit Altenfurt und Moorenbrunn) und Brunn (mit Netzstall und Birnthon) wurden in die Stadt Nürnberg eingegliedert.
Zunächst erhielt der Landkreis die Bezeichnung Lauf an der Pegnitz und am 1. Mai 1973 die bis heute gültige Bezeichnung Landkreis Nürnberger Land.

## Einwohnerentwicklung
| Jahr | Einwohner | Quelle |
| ---- | --------- | ------ |
| 1864 | 29.050    | [ 6 ]  |
| 1885 | 47.755    | [ 7 ]  |
| 1900 | 20.416    | [ 8 ]  |
| 1910 | 23.296    | [ 8 ]  |
| 1925 | 22.701    | [ 9 ]  |
| 1939 | 29.290    | [ 10 ] |
| 1950 | 43.593    | [ 11 ] |
| 1960 | 50.600    | [ 12 ] |
| 1971 | 69.700    | [ 13 ] |

## Gemeinden
Kursiv gesetzte Orte sind noch heute selbständige Gemeinden. Bei den Orten, die heute nicht mehr selbständig sind, ist vermerkt, zu welcher Gemeinde der Ort heute gehört.

Landkreis Nürnberg, Gemeindegrenzenkarte von 1961

| Stadt 1. Altdorf bei Nürnberg (Lkr. Nürnberger Land) Markt 1. Feucht (Lkr. Nürnberger Land) | Weitere Gemeinden 1. Altenthann (Gemeinde Schwarzenbruck) 2. Brunn (Stadt Nürnberg) 3. Burgthann 4. Diepersdorf (Gemeinde Leinburg) 5. Dörlbach (Gemeinde Burgthann) 6. Eismannsberg (Stadt Altdorf bei Nürnberg) 7. Entenberg (Gemeinde Leinburg) 8. Ezelsdorf (Gemeinde Burgthann) 9. Fischbach bei Nürnberg (Stadt Nürnberg) 10. Gersdorf (Gemeinde Leinburg) 11. Grub (Gemeinde Burgthann) 12. Grünsberg (Stadt Altdorf bei Nürnberg) 13. Hagenhausen (Stadt Altdorf bei Nürnberg) 14. Haimendorf (Stadt Röthenbach an der Pegnitz) 15. Leinburg 16. Lindelburg (Gemeinde Schwarzenbruck) 17. Moosbach (Markt Feucht) 18. Oberferrieden (Gemeinde Burgthann) 19. Oberhaidelbach (Gemeinde Leinburg) 20. Penzenhofen (Gemeinde Winkelhaid) 21. Pühlheim (Stadt Altdorf bei Nürnberg) 22. Püscheldorf (Gemeinde Offenhausen (Mittelfranken)) 23. Rasch (Stadt Altdorf bei Nürnberg) 24. Rieden (Stadt Altdorf bei Nürnberg) 25. Röthenbach bei Altdorf (Stadt Altdorf bei Nürnberg) 26. Schwaig bei Nürnberg 27. Schwarzenbach (Gemeinde Burgthann) 28. Schwarzenbruck 29. Stein bei Nürnberg 30. Unterferrieden (Gemeinde Burgthann) 31. Unterhaidelbach (Gemeinde Leinburg) 32. Weißenbrunn (Gemeinde Leinburg) 33. Winkelhaid |

Die Gemeinde Weihersbuch wurde am 1. Januar 1927 nach Stein bei Nürnberg eingemeindet.

## Kfz-Kennzeichen
Am 1. Juli 1956 wurde dem Landkreis bei der Einführung der bis heute gültigen Kfz-Kennzeichen das Unterscheidungszeichen N zugewiesen. Es wird in der Stadt Nürnberg durchgängig bis heute ausgegeben. Im Landkreis Nürnberger Land wurde es bis zum 3. August 1974 ausgegeben. Dort ist es seit dem 15. Juli 2013 aufgrund der Kennzeichenliberalisierung wieder erhältlich.